# 多路徑誤差
多路徑誤差（英語：Multipath error）是多径传播（相同的信号经过不同的路径达接收机的时间不同，互相干扰）使測量值產生的誤差。

## GPS多路径误差的改善方法
GPS信號由多種不同路徑傳送至接收機，除了直接來自衛星的信號外，也會接收到經過各種地面物質反射後產生的反射波。
首先測站可以選擇適合位置，遠離大面積平靜的水面，避免在山坡、山谷或盆地等容易產生反射地形，以及側詹周圍避免有高大建築物。第二，完善接收機設備，天線中設置抑徑板。第三，利用數學模式推估並刪去可能的誤差值